# Deparia bonincola
Deparia bonincola är en majbräkenväxtart som först beskrevs av Takenoshin Nakai, och fick sitt nu gällande namn av Masahiro Kato. Deparia bonincola ingår i släktet Deparia och familjen Athyriaceae. Inga underarter finns listade.